# Sirystes
Sirystes – rodzaj ptaków z podrodziny tyranek (Tyranninae) w rodzinie tyrankowatych (Tyrannidae).

## Zasięg występowania
Rodzaj obejmuje gatunki występujące w Ameryce Centralnej i Południowej.

## Morfologia
Długość ciała 18–18,5 cm; masa ciała 27,5–36 g.

## Systematyka

### Etymologia
Sirystes: gr. συριστης suristes „dudziarz, kobziarz”, od συριζω surizō „grać na dudach”, od συριγξ surinx, συριγγος suringos „fujarka pasterska”.

### Podział systematyczny
Do rodzaju należą następujące gatunki: 
- Sirystes albogriseus (Lawrence, 1863) – gwizdaczek białoskrzydły
- Sirystes subcanescens Todd, 1920 – gwizdaczek ciemnoskrzydły
- Sirystes albocinereus P.L. Sclater & Salvin, 1880 – gwizdaczek białorzytny
- Sirystes sibilator (Vieillot, 1818) – gwizdaczek dziuplowy